# Eremias strauchi
Eremias strauchi este o specie de șopârle din genul Eremias, familia Lacertidae, ordinul Squamata, descrisă de Kessler 1878. A fost clasificată de IUCN ca specie cu risc scăzut.

## Subspecii
Această specie cuprinde următoarele subspecii:
- E. s. kopetdaghica
- E. s. strauchi